# Буена Виста (Умакао, Порторико)
Буена Виста (шп. Buena Vista, Humacao) село је у општини Умакао у америчкој острвској територији Порторико, острвској држави Кариба.

## Демографија
По попису из 2010. године број становника је 1.134.
| Група             | 2000.    | 2010.         |
| Белци             | 0 (0,0%) | 3 (0,3%)      |
| Афроамериканци    | 0 (0,0%) | 310 (27,3%)   |
| Азијати           | 0 (0,0%) | 13 (1,1%)     |
| Хиспаноамериканци | 0 (0,0%) | 1.130 (99,6%) |
| Укупно            | 0        | 1.134         |